# 구리히라역
구리히라역(일본어: 栗平駅)은 일본 가나가와현 가와사키시 아사오구에 있는 오다큐 전철 다마선의 역이다. 역 번호는 OT 02이다.

## 역 구조
상대식 승강장 2면 2선의 지상역에서 교상 역사를 갖는다.
남쪽에도 개찰구가 설치되어, 도코 학원 학생의 근접역 이용에 의한 혼잡 대책과 인근 주민의 요망에 따른 것이다.
다마선 개통 시에는 장래의 섬식 승강장 2면 4선에 대한 확장을 예상한 용지 및 승강장의 형상이었다. 또한, 개통 당시에는 좌우 양쪽으로 사쓰키다이역과 구로카와역이 간이역에서 본 역만 역무원 배치역이었다. 이로 인해 장래 급행 열차는 완행을 제치고 역으로 될 것으로 상정하고 있었다.
그러나, 그 후 엘리베이터 설치와 개찰구의 증설 등에서 4선화는 시설이 배치되었다.
2004년 말부터 2006년 2월까지 역 구내를 개장하였고 승강장의 지붕에 역 구내의 전력에 이용하기 위한 태양광 발전을 하는 발전 패널이 설치되어 2006년 1월 31일부터 사용되고 있다.

### 승강장
| 번호 | 노선   | 방향 | 행선                              |
| ---- | ------ | ---- | --------------------------------- |
| 1    | 다마선 | 하행 | 오다큐타마센터·가라키다 방면      |
| 2    | 다마선 | 상행 | 신유리가오카·신주쿠·지요다선 방면 |

- 2006년에 역 개수 공사를 시공했지만 승강장의 폭 등은 확장되지 않고 아침 통근 시간대(특히, 급행 정차 시)는 매우 혼잡하다.
- 2010년도에 행선지 안내기가 설치되었다.[1]

## 역 주변
오다큐 전철에서는 디마선 연선의 활성화에 나섰고, 신유리가오카역의 발전과 2003년의 급행 정차 등으로 오다큐 부동산 등의 대기업 발전에 의한 아파트와 연립 단독 건물이 적극적으로 판매되어 다마 선을 의식한 쾌속급행과 다마급행 설정으로 신주쿠와 긴자 등 이동의 편리성과 자연이 많이 남기는 풍경이 인기를 끌면서 베드 타운으로서 급속히 인구가 늘고 있다.
북쪽은 도쿄도 이나기시 히라오에, 남쪽은 도쿄도 마치다시 히로하카마에와 각각 인접하고 역 높낮이 차이가 적은 역인 관계로 북쪽에 상업 시설 등이 모여있지만, 주택지 중심의 역이다.

### 기타구치
- 파출소
- 가와사키 구리히라 우체국
- Odakyu OX(슈퍼 마켓)

### 미나미구치
- 가와사키 플론타레 아사오 그라운드(가타히라, 도보 25분)
- 산요 가든 라이딩 클럽(승마 시설)
- 시라토리 신사
- 구리키미타케 신사
- 가와사키시립 시라토리 중학교 - 도보 10분
- 도코가쿠인 중·고등학교

## 역사
- 1974년 6월 1일: 영업 개시. 각역정차의 정차역이 됨.
- 2002년 3월 23일: 다마급행 열차가 등장하여 정차역이 됨.
- 2003년 3월 29일: 급행 정차역이 됨.(다마선의 급행 운행 개시는 2000년 12월 2일부터)
- 2004년 12월 11일: 구간준급이 설정되어 정차역이 됨.
- 2006년 3월: 리모델링 공사 완료.

## 사진

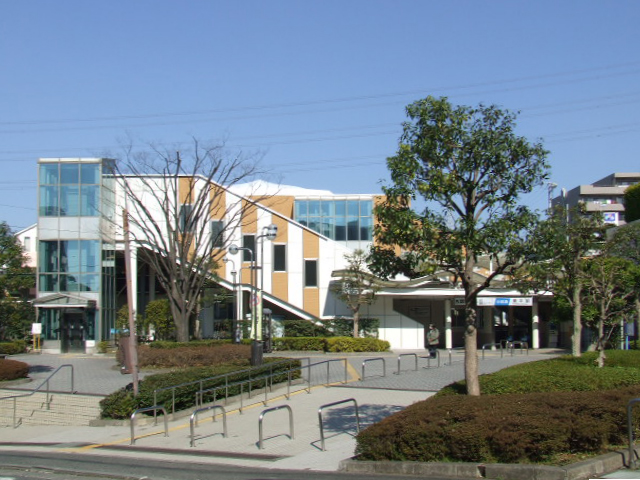
남쪽 출입구

## 인접역
| 오다큐 다마선                        | 오다큐 다마선     | 오다큐 다마선                      |
| ------------------------------------ | ----------------- | ---------------------------------- |
| OH 23 신유리가오카 신유리가오카 방면 | ■ 쾌속급행        | 오다큐나가야마 OT 05 가라키다 방면 |
| OH 23 신유리가오카 신유리가오카 방면 | □ 통근급행        | 오다큐나가야마 (하행 열차 없음)    |
| OT 01 사쓰키다이 신유리가오카 방면   | ■ 급행 ■ 각역정차 | 구로카와 OT 03 가라키다 방면       |